# Peștera Sfântului Andrei
Sub numele de Peștera Sfântului Andrei este cunoscută o mănăstire dobrogeană, situată în apropierea localității Ion Corvin din județul Constanța. Este construită în jurul unei peșteri în care tradiția populară susține că a trăit și a creștinat Sfântul Apostol Andrei. Peștera se găsește la mai puțin de 2 kilometri de „Cișmeaua Mihai Eminescu” și la apoximativ 4 kilometri de șoseaua Constanța - Ostrov, fiind clasată ca monument istoric cu codul  CT-IV-a-A-20990.
După ce în timpul stăpânirii otomane peștera a fost uitată, prin 1943 a fost redescoperită de preotul Constantin Lembrău, împreună cu avocatul Ion Dinu, pentru ca în 1944 peșterea să fie resfințită și redată cultului, prin construirea unei turle și a unui zid de protecție. Dar a căzut în uitare până după 1989, când s-au reînceput lucrările de dezvoltare a ansamblului monahal, care continuă și actualmente.

## Galerie imagini

Peştera Sf. Andrei
Intrarea în Peştera Sf. Andrei - 2
Interiorul Peşterii Sf. Andrei - 1
Interiorul Peşterii Sf. Andrei - 2
Icoana de lemn din interiorul Peşterii Sf. Andrei